# Olympia 67 (album de Dalida)
 (mars 2024).
Si vous disposez d'ouvrages ou d'articles de référence ou si vous connaissez des sites web de qualité traitant du thème abordé ici, merci de compléter l'article en donnant les références utiles à sa vérifiabilité et en les liant à la section « Notes et références ».
Albums de Dalida
De Bambino A Il Silenzio
(1966) Le temps des fleurs
(1968)
Olympia 67 est le quatorzième album studio enregistré en français de Dalida. Il sort en octobre 1967, en marge de sa série de représentations à l'Olympia. C'est le premier album à sortir après sa première tentative de suicide qui eut lieu au début de la même année.

## Présentation
Bien que le style de l'album reste pop, les textes des chansons, eux, se font davantage sombres et mélancoliques.
L'album comporte bon nombre de reprises, allant de la variété, avec la reprise de Je reviens te chercher de Gilbert Bécaud, à la country (Les Grilles de ma maison) et par la pop avec plusieurs reprises du duo Sonny & Cher (Mama, Petit Homme) qui avait beaucoup de succès en cette fin des années 60.
L'album sera précédé de trois singles, notamment du super 45 tours de Mama. Sorti en janvier 1967, il y figurera la chanson Ciao amore, ciao, chanson écrite par Luigi Tenco, alors le compagnon de la chanteuse. Le titre sera sélectionné au festival de San Remo en 1967. 
Le couple défend la chanson au festival, malgré une prestation de la chanteuse applaudie, celle de Tenco ne rencontre pas un bon accueil et le duo est éliminé au premier tour du concours.
Luigi Tenco se suicidât lors de la même soirée, c'est Dalida qui découvrit son corps dans sa chambre d'hôtel. De retour à Paris, elle attentera à son tour à sa vie.
Ainsi le texte de la chanson J'ai décidé de vivre semble on ne peut plus à propos.
Les arrangements et la direction musicale sont assurés par Guy Motta et Claude Denjean.
Les photos du disques ont été prises par Georges Dambier.

## Face A
1. A Qui ? [Leball, Crane, Jacobs]
2. Loin Dans le Temps [Dalida, Tenco]
3. J'ai Décidé de Vivre [Laurent]
4. Mama [Sonny Bono, Monty]
5. La Chanson de Yohann [Eddy Marnay, Delerue]
6. Petit Homme (Little Man) [Sonny Bono]

## Face B
1. Je Reviens Te Chercher [de la Noë, Bécaud]
2. Entrez Sans Frapper [Schmitt, Fugain]
3. Les Grilles de ma Maison (Green, Green Grass of Home) [Chaumelle, Putman, Reed, Sullivan]
4. Ciao Amore, Ciao [Tenco, de la Noë]
5. Toi, Mon Amour [Monty, Garcia]
6. La Banda [Faure, Buarque de Hollanda]

## Singles

### France
- Je T'appelle Encore/ Modesty/ Parlez-moi de lui/ Baisse Un Peu La Radio (1966)
- Petit Homme/ Je Préfère Naturellement/ Un Tendre Amour/ Dans Ma Chambre (1966)
- Mama/ Mon Cœur Est Fou/ Ciao Amore, Ciao/ Ne Reviens Pas Mon Amour (1967)
- Pauvre Coeur/ La Chanson de Yohann/ Les Grilles de ma Maison/ Les Gens Sont Fous (1967)
- Je Reviens Te Chercher/ La Banda/ A Qui ?/ Loin Dans le Temps (1967)